# Paradela, Contim e Fiães
Paradela, Contim e Fiães (oficialmente: União das freguesias de Paradela, Contim e Fiães) é uma freguesia portuguesa do município de Montalegre, com 30,86 km² de área e 245 habitantes (censo de 2021). A sua densidade populacional é 7,9 hab./km².

## História
Foi criada aquando da reorganização administrativa de 2012/2013,  resultando da agregação das antigas freguesias de Paradela, Contim e Fiães do Rio.

## Demografia
A população registada nos censos foi:
| Distribuição da População por Grupos Etários | Distribuição da População por Grupos Etários | Distribuição da População por Grupos Etários | Distribuição da População por Grupos Etários | Distribuição da População por Grupos Etários | Distribuição da População por Grupos Etários |
| -------------------------------------------- | -------------------------------------------- | -------------------------------------------- | -------------------------------------------- | -------------------------------------------- | -------------------------------------------- |
| Antes da agregação                           |                                              |                                              |                                              |                                              |                                              |
| Ano                                          | 0-14 anos                                    | 15-24 anos                                   | 25-64 anos                                   | >= 65 anos                                   | Total                                        |
| 2001                                         | 41                                           | 52                                           | 206                                          | 126                                          | 425                                          |
| 2011                                         | 21                                           | 35                                           | 145                                          | 107                                          | 308                                          |
| Após a agregação                             |                                              |                                              |                                              |                                              |                                              |
| Ano                                          | 0-14 anos                                    | 15-24 anos                                   | 25-64 anos                                   | >= 65 anos                                   | Total                                        |
| 2021                                         | 12                                           | 14                                           | 122                                          | 97                                           | 245                                          |

## Localidades
A união de freguesias é composta por 7 aldeias:
- Paradela
- Ponteira
- Contim
- São Pedro
- Vilaça
- Fiães do Rio
- Loivos